# East Lansing
La ville américaine d’East Lansing est située dans le Michigan, à l’est de Lansing, la capitale de l’État, dont elle est une banlieue. La majeure partie d’East Lansing se trouve dans le comté d'Ingham mais une petite portion couvre le comté de Clinton. Sa population s’élevait à 48 579 habitants lors du recensement de 2010, estimée à 48 844 habitants en 2017.

## Histoire
East Lansing a été fondée en 1847 et incorporée en 1907.

## Enseignement
East Lansing abrite l’Université d'État du Michigan, fondée en 1855.

## Source
- (en) Cet article est partiellement ou en totalité issu de l’article de Wikipédia en anglais intitulé « East Lansing, Michigan » (voir la liste des auteurs).